# Institut croate pour les normes
 (janvier 2010).
Si vous disposez d'ouvrages ou d'articles de référence ou si vous connaissez des sites web de qualité traitant du thème abordé ici, merci de compléter l'article en donnant les références utiles à sa vérifiabilité et en les liant à la section « Notes et références ».
L'Institut croate pour les normes (Hrvatski zavod za norme) est l'organisme national croate de normalisation. Il est membre de l'ISO et du CEN.